# Brinnington
Brinnington – wieś w Anglii, w hrabstwie ceremonialnym Wielki Manchester, w dystrykcie metropolitalnym Stockport. Leży 8 km na południowy wschód od centrum miasta Manchester. W 2001 miejscowość liczyła 6759 mieszkańców.